# Phòng máy chủ

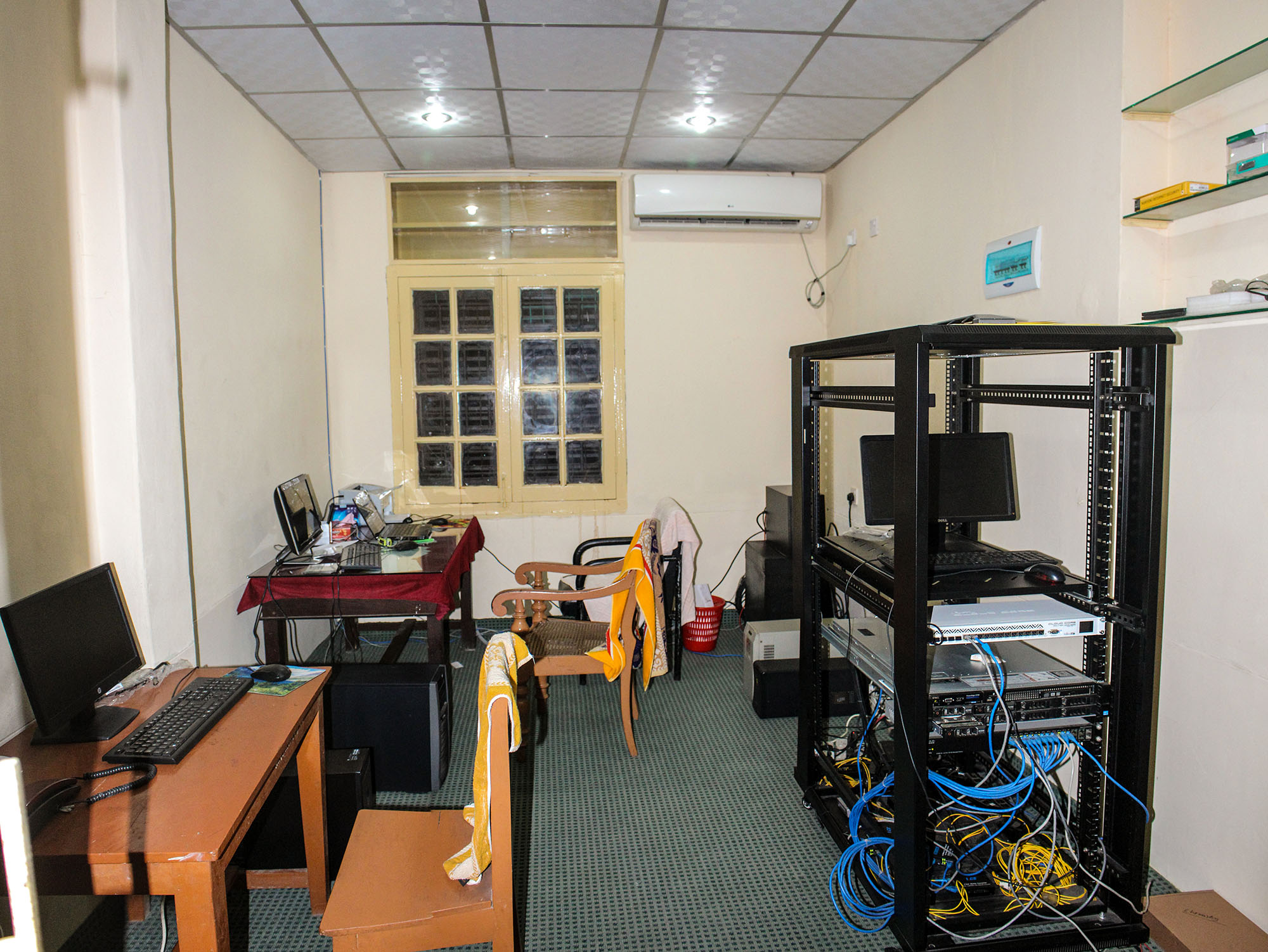
Bên trong một phòng máy chủ

Phòng máy chủ (Server room) là một căn phòng thường là được lắp điều hòa dành cho máy chủ hoạt động liên tục của hệ thống máy tính. Toàn bộ tòa nhà hoặc trạm dành cho mục đích này được gọi là trung tâm dữ liệu (Data center), các phòng máy chủ được liên kết với nhau trong một cụm địa điểm gọi là cụm máy chủ (Server farm). Các máy tính trong phòng máy chủ thường là hệ thống không đầu có thể được vận hành từ xa thông qua phần mềm KVM switch hoặc quản trị từ xa, chẳng hạn như Secure Shell, VNC, và phần mềm máy tính từ xa. Khí hậu, môi trường nhiệt độ, độ ẩm là một trong những yếu tố ảnh hưởng đến mức tiêu thụ năng lượng và tác động đến môi trường làm việc của phòng máy chủ. Ở những khu vực có khí hậu thuận lợi cho việc làm mát và nguồn điện tái tạo dồi dào, tác động môi trường sẽ ở mức vừa phải hơn. Vì vậy, những nước có điều kiện thuận lợi như Canada, Phần Lan,, Thụy Điển, và Thụy Sĩ đang cố gắng thu hút các công ty kinh doanh mạng tới đặt phòng máy chủ ở đó.

## Cấu tạo

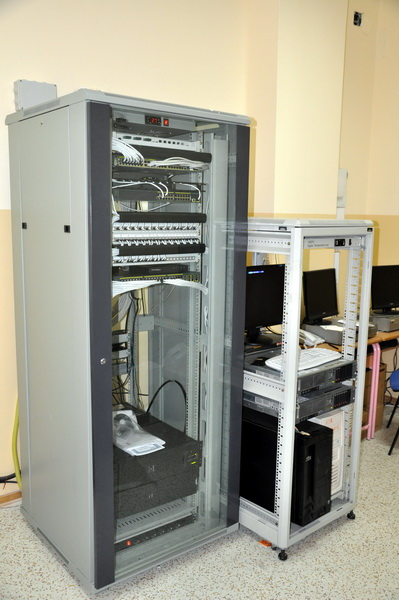
Một thiết bị ở phòng máy chủ

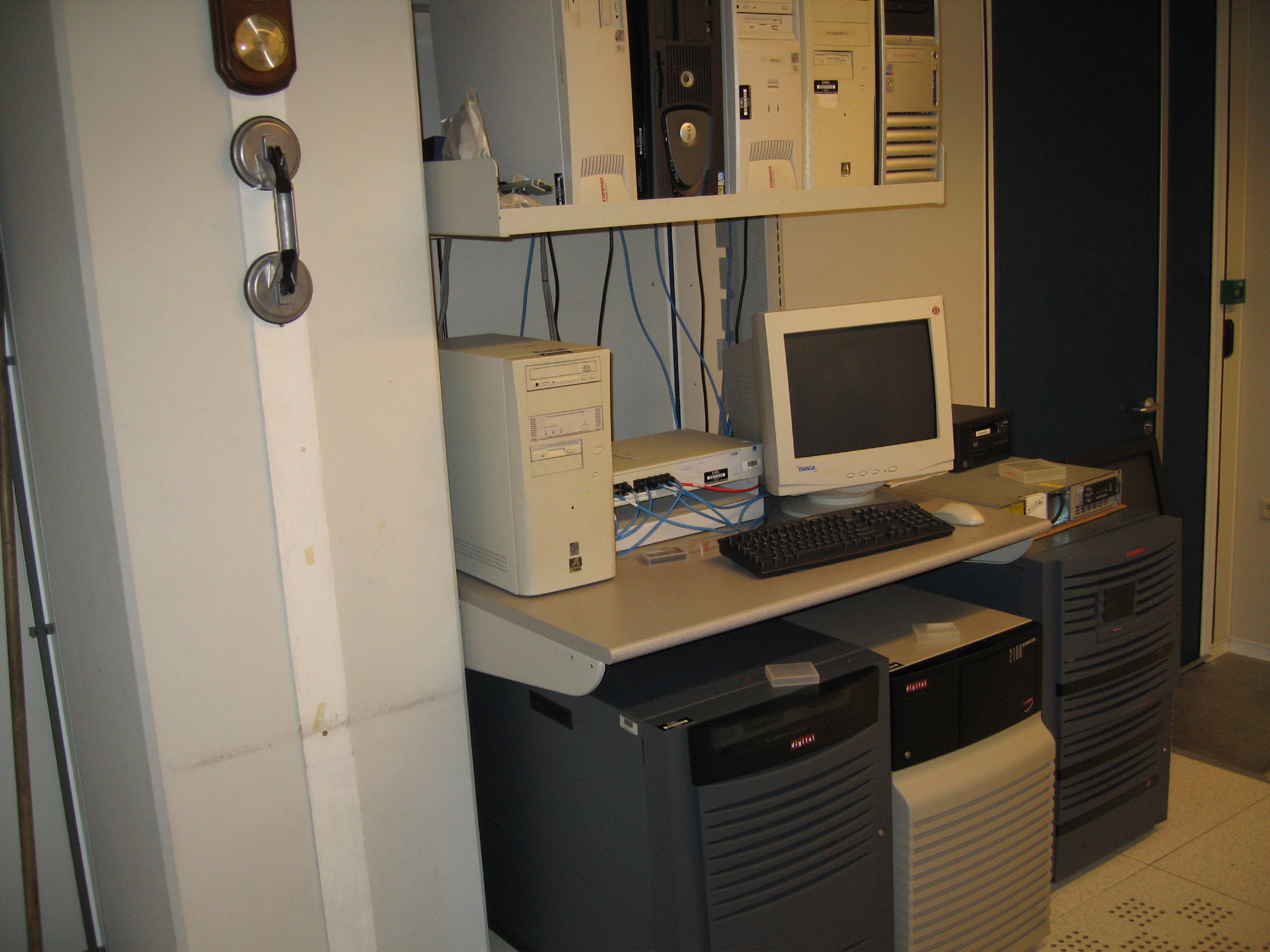
Máy tính trong phòng máy chủ

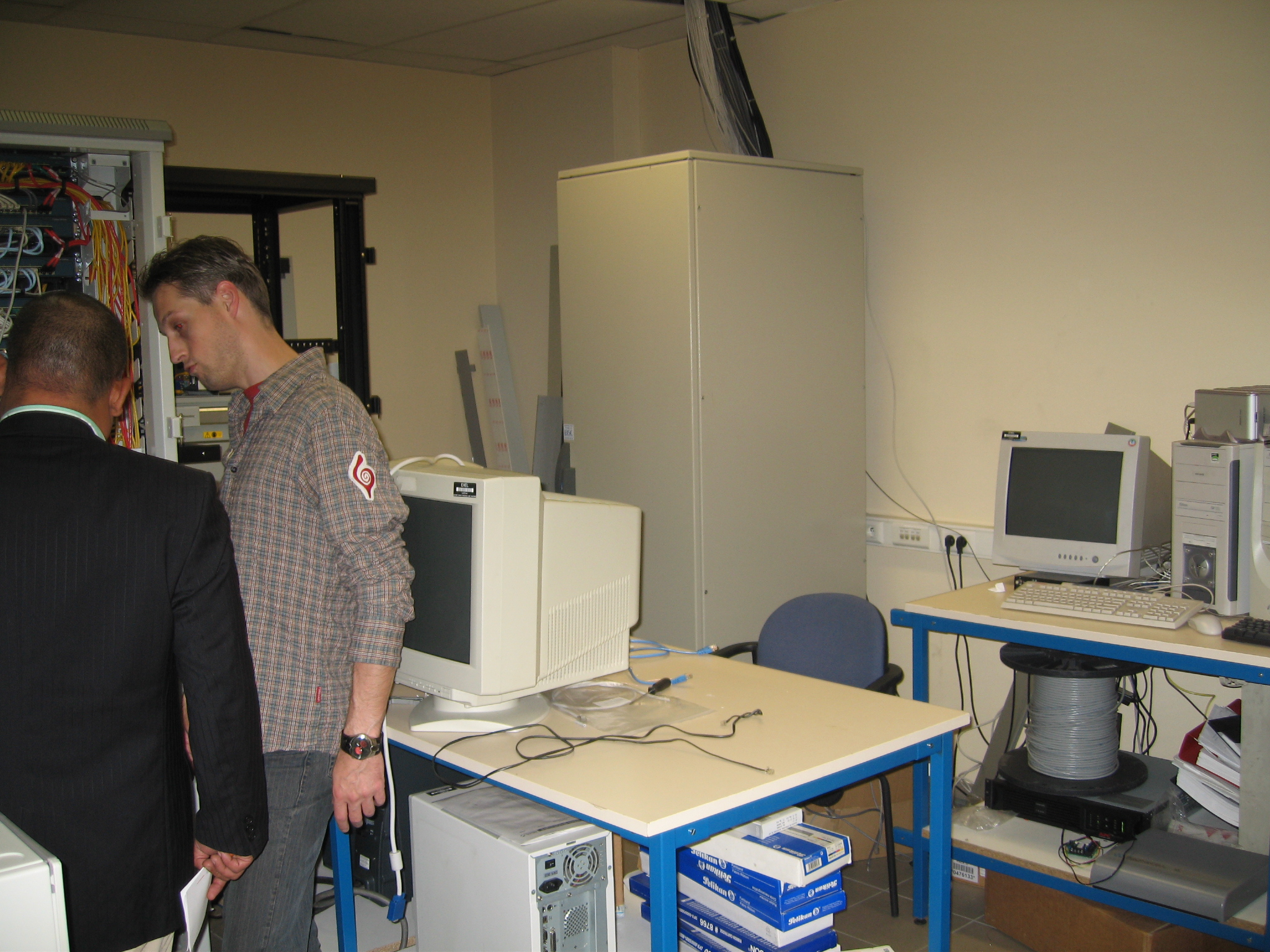
Nhân viên đang xử lý sự cố trong phòng máy chủ

Việc xây dựng một máy chủ hoặc phòng máy tính đòi hỏi sự chú ý chi tiết đến năm cân nhắc thiết kế chính: Đầu tiên là địa điểm đặt phòng máy chủ. Vị trí phòng máy tính hoặc máy chủ là điều cần cân nhắc đầu tiên, ngay cả trước khi xem xét cách bố trí nội dung của phòng. Hầu hết các nhà thiết kế đều đồng ý rằng, nếu có thể, phòng máy tính không nên được xây dựng ở nơi một trong các bức tường của nó là bức tường bên ngoài của tòa nhà. Các bức tường bên ngoài thường khá ẩm ướt và có thể chứa các ống nước có thể vỡ, bị rò rĩ và làm ướt thiết bị bên trong. Tránh cửa sổ bên ngoài có nghĩa là tránh rủi ro về an ninh và đỗ vỡ. Tránh cả tầng trên cùng (tầng thượng) và tầng hầm đồng nghĩa với việc tránh ngập úng, dột trong trường hợp nước mưa ngấm từ mái nhà, sân thượng.
Cuối cùng, các phòng máy chủ phải được đặt ở vị trí trung tâm vì có hệ thống cáp ngang kéo dài từ phòng này đến các thiết bị trong các phòng khác. Nếu phòng máy tính tập trung không khả thi thì tủ máy chủ ở mỗi tầng có thể là một lựa chọn. Đây là nơi đặt máy tính, thiết bị mạng và điện thoại trong tủ và mỗi tủ được xếp chồng lên nhau trên sàn mà chúng được sử dụng. Ngoài mối nguy hiểm của các bức tường bên ngoài, các nhà thiết kế cần đánh giá mọi nguồn nhiễu điện từ tiềm ẩn ở gần phòng máy tính. Thiết kế một căn phòng như vậy có nghĩa là tránh xa các máy phát vô tuyến và nhiễu điện từ các nhà máy điện hoặc phòng thang máy. Các cân nhắc thiết kế vật lý khác bao gồm từ kích thước phòng, kích thước cửa và lối vào (để đưa thiết bị vào và ra) cho đến tổ chức cáp, an ninh vật lý và lối vào bảo trì.
Thứ hai là điều hòa không khí. Thiết bị máy tính tạo ra nhiệt và nhạy cảm với nhiệt độ, độ ẩm và bụi, nhưng cũng cần các yêu cầu về khả năng phục hồi và chuyển đổi dự phòng rất cao. Duy trì nhiệt độ và độ ẩm ổn định trong phạm vi dung sai chặt chẽ là rất quan trọng đối với độ tin cậy của hệ thống công nghệ thông tin. Trong hầu hết các phòng máy chủ, hệ thống "điều khiển chặt chẽ điều hòa không khí", còn được gọi là hệ thống PAC (điều hòa không khí chính xác), đều được lắp đặt. Các hệ thống này kiểm soát nhiệt độ, độ ẩm và lọc bụi hạt trong phạm vi dung sai chặt chẽ 24 giờ một ngày và có thể được giám sát từ xa. Chúng có thể có cảnh báo tự động tích hợp khi các điều kiện trong phòng máy chủ vượt quá dung sai xác định. Thiết kế điều hòa không khí cho hầu hết các phòng máy tính hoặc máy chủ sẽ khác nhau tùy thuộc vào các cân nhắc thiết kế khác nhau, nhưng nhìn chung chúng thuộc một trong hai loại: cấu hình "dòng lên" (up-flow) và "dòng xuống" (down-flow).
Cấu hình đường đi nóng/đường đi lạnh chuyển hướng về phía trước của mỗi hàng khác để hai hàng quay mặt vào nhau và quay lưng về hàng tiếp theo. Điều này tránh việc khí nóng của một dãy kệ bị hút vào cửa hút làm mát của dãy liền kề. Các ống dẫn hoặc lỗ thông hơi của điều hòa không khí được đặt giữa hai mặt trước vì hầu hết các lỗ thông hơi của thiết bị đều có lỗ thông hơi từ trước ra sau. Một nhược điểm của cấu hình lối đi nóng/lối đi không khép kín là có một lượng đáng kể sự hòa trộn không kiểm soát hoặc bỏ qua của không khí nóng và lạnh bên ngoài thiết bị. Trong cấu hình ngăn chặn lối đi, một trong các lối đi được tường bao bọc cũng như trần nhà và cửa ra vào để tạo ra một không gian khép kín. Ngăn chặn lối đi không cho phép trộn lẫn không khí nóng và không khí lạnh. Điều này buộc tất cả sự chuyển đổi không khí lạnh sang nóng xảy ra bên trong thiết bị. Cần chú ý cẩn thận để tránh các khe hở của giá đỡ hoặc rò rỉ luồng không khí khác khiến mặt trước của giá đỡ trở thành một bức tường liên tục của lối đi chứa hàng.
Mục tiêu chính của hệ thống phòng cháy là phát hiện và cảnh báo cháy ở giai đoạn đầu, sau đó kiểm soát đám cháy mà không làm gián đoạn hoạt động kinh doanh và không đe dọa nhân viên trong cơ sở. Công nghệ chữa cháy phòng máy chủ đã có từ lâu kể từ khi có phòng máy chủ. Theo truyền thống, hầu hết các phòng máy tính đều sử dụng khí Halomethane, nhưng chất này đã được chứng minh là không thân thiện với môi trường (làm suy giảm tầng ozone) và không an toàn cho con người. Các phòng máy tính hiện đại sử dụng kết hợp các loại khí trơ như nitrogen, argon và carbon dioxide. Các giải pháp khác bao gồm các tác nhân hóa học sạch như FM200 và cả các giải pháp không khí thiếu oxy để giữ mức dưỡng khí ở mức thấp. Để ngăn chặn hỏa hoạn lan rộng do cáp dữ liệu và dây sinh nhiệt, các tổ chức cũng đã sử dụng ống plenum cable được bọc bằng ống FEP. Loại nhựa này làm giảm sự sinh nhiệt và bảo vệ vật liệu kim loại một cách hiệu quả. Nếu hệ thống máy tính trong phòng máy chủ làm nhiệm vụ quan trọng thì việc loại bỏ điểm lỗi duy nhất và lỗi ở chế độ chung có thể có tầm quan trọng. Mức độ dự phòng mong muốn được xác định từ các yếu tố như liệu tổ chức có thể chịu đựng được sự gián đoạn trong khi hệ thống chuyển đổi dự phòng được kích hoạt hay chúng phải liền mạch mà không có bất kỳ tác động kinh doanh nào. Ngoài vấn đề dự phòng phần cứng máy tính, vấn đề chính cần cân nhắc ở đây là cung cấp nguồn điện chuyển đổi dự phòng và làm mát.